# دیوید نیکل
دیوید نیکل (انگلیسی: David Nykl؛ زادهٔ ۷ فوریهٔ ۱۹۶۷) یک هنرپیشه اهل جمهوری چک است.
از فیلم‌ها یا برنامه‌های تلویزیونی که وی در آن نقش داشته است می‌توان به سرزمین فردا، عشق دروغ خونین و آرایشگر سیبری اشاره کرد.